# Roberto Vacca

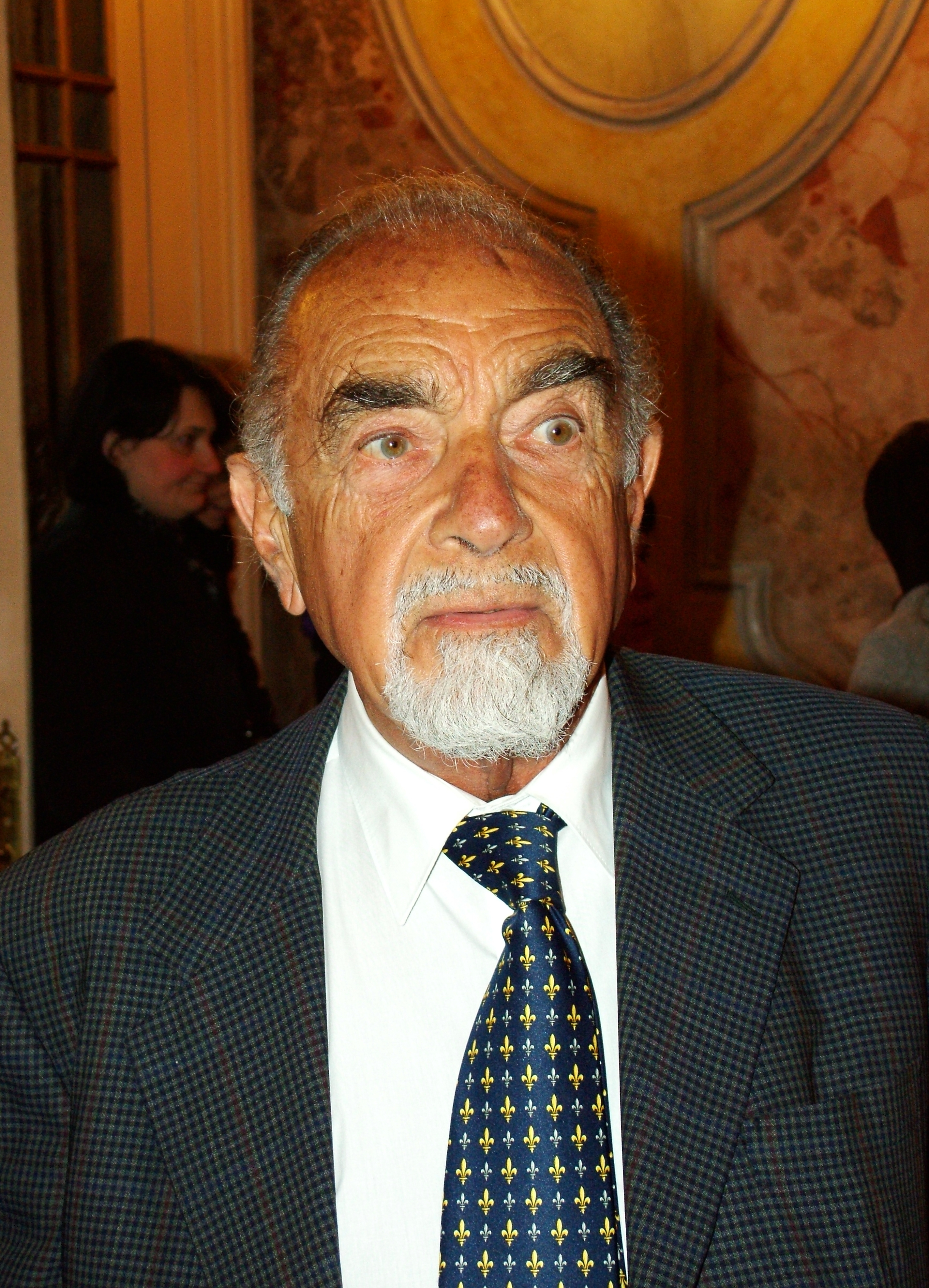
Roberto Vacca, 2010

Roberto Vacca (geboren am 31. Mai 1927 in Rom) ist ein italienischer Schriftsteller und Mathematiker. Bekannt ist er vor allem als Autor von Science-Fiction und Verfasser populärwissenschaftlicher Bücher.

## Leben
Vacca studierte an der Universität Rom, wo er in Elektrotechnik abschloss und in Computerwissenschaften promovierte. Er war Dozent an den Universitäten in Rom und Mailand und leitete bis 1975 eine auf Computersteuerungen spezialisierte Firma. Danach arbeitete er als freiberuflicher Systemingenieur und Spezialist für die Prognose technischer Entwicklungen.
1963 erschien sein Debütroman Il robot e il minotauro. Seither hat er 10 Romane und über 50 Kurzgeschichten veröffentlicht. In deutscher Übersetzung ist Der Tod der Megalopolis von 1974 erschienen, in dem er den Zusammenbruch einer auf 80 Millionen Einwohner angewachsenen Mega-Stadt New York behandelt.
Außerdem verfasste Vacca eine Reihe von populärwissenschaftlichen Büchern, insbesondere einige futurologische Sachbücher. In Italien ist er auch durch mehrere Fernsehreihen zu Wissenschaft und Zukunftsforschung und seine Fernsehauftritte als Experte für Futurologie und Technikfolgen bekannt geworden.

## Bibliografie
Romane
- Il robot e il minotauro (1963)
- La morte di megalopoli (1974)
  - Deutsch: Der Tod der Megalopolis. Übersetzt von Ragni Maria Gschwend. Heyne Science Fiction & Fantasy #3532, 1977, ISBN 3-453-30425-X.
- Greggio e pericoloso (1975)
- Perengana (1977)
- La Suprema Pokazuka (1980)
- Il labirinto della memoria (1988)
- Dio e il computer (1989)
- Questo barbaro dominio (1991)
- Una sorta di traditori (1997)
- Kill? (2005)

Sammlungen
- Esempi di avvenire (1965)
- Tutto mistero (1984, Erzählungen für Jugendliche)
- Carezzate con terrore la testa dei vostri figli (1992, Erzählungen für Jugendliche)

Kurzgeschichten
- La Madonna austenitica (1963)
- Le litanie teleselettive (1963)
- La libido misurata (1963)
- I perengani di Lexington (1963)
- Auto-da-fé-matic (1963)
- La divina interruzione (1963)
- New man on wheels. Recensione artificiale (1963)
- Dio sequenziale (1965)
- L’ultimo papa (1965)
- Incomunicabilità (1965, auch als Gli extraterrestri sono tra noi, Incomunicabilità 1)
- Incomunicabilità 2 (1965)
- La vendetta della Vergine (1965)
- La vera storia di Yeousha Bar Joseph (1965)
- Il passato e le sue possibili interpretazioni (1965)
- La conoscenza dell’uomo (1965)
- Inutilità della vocalizzazione (1965)
- La telepatia su cavo coassiale (1965)
- Due in una carne sola (1965)
- L’uomo come una macchina sequenziale (1965)
- I sensi trascurati (1965)
- Una comunicazione completa senza impedimenti e senza reticenze (1965)
- L’informazione tonale (1965)
- Questo è il nostro modello più economico senza termostato (1965, auch als Questo è il nostro tipo più economico senza termostato)
- Bell’affare la meteorologia! (1965, auch als Esempi di avvenire)
- La proibizione dei discorsi inutili (1965)
- Proprietà letteraria riservata (1965)
- L’America agli americani (1965)
- Noi sentiamo di avere il libero arbitrio, e voi? (1965)
- Discorso di una monade (1965)
- I cafoni spaziali (1965)
- L’estensione creditizia (1965)
- L’improvviso attacco dei Tartari (1965)
- Un paradiso per Tursio (1966, auch als Un paradiso per Turzio)
- Hanno spento un raggio di speranza (1966)
- Mal comune (1969, auch als L’avventura di un uomo-dio)
- R.A.P.-T.V. (1977)
- L’impossibile efficienza (1977)
- La divinazione tecnologica (1977)
- Teorie economiche perengane (1977)
- La repressione titubante (1977)
- La riforma informatica (1977)
- Il filosofo destrutturante (1977)
- La loro condizione di diversi (1977)
- La fiscalizzazione del furto (1977)
- Un giocattolo inutile e complicato (1978)
- Il trafugamento dell’Atlantide (1983, auch als Sulla rotta di Atlantide)
- Carezzate con terrore la testa dei vostri figli (1992)
- L’armonia delle sfere (1992)
- Un lento declino ininterrotto (1992)
- L’inutil tempo che si perde al gioco (1992)
- Acqua di morte, acqua di vita (1992)
- Pregevole esempio di arte miglioramentale (1992)
- A che prezzo l’immortalità (1992)
- Userfriendliest o ascesa e caduta di Shu Shu Tu-Biao (1992, auch als Userfriendliest)
- Se andiamo avanti così (1999)
- La giustizia invertita (1999)

Sachliteratur
- Il medioevo prossimo venturo (1971)
- Manuale per un’improbabile salvezza (1974)
- Tecniche modeste per un mondo complicato (1978)
- Come imparare più cose e vivere meglio (1982)
- Come amministrare se stessi e presentarsi al mondo (1983)
- I futuri possibili (1984)
- Rinascimento prossimo venturo (1986)
- Anche tu matematico (1989)
- Comunicare come (1990)
- La via della ragione (1993)
- Anche tu informatico (1994)
- Qualità globale (1995)
- La politica è un’altra cosa: questa (1995)
- Consigli per un anno (1995)
- Osservazioni sulla medicina popolare spezzina (1997, verfasst 1940)
- Consigli a un giovane manager (1999)
- Dr. Dolittle and Dr. Talkalot (2000)
- Anche tu fisico (2008)
- Patatrac! Crisi: perché? Fino a quando? (2009)
- Salvare il prossimo decennio (2011)
- Memi - concetti,idee, parole: da dove? verso dove? (2011)
- La pillola del giorno prima. Vaccini, epidemie, catastrofi, paure e verità (2012, mit Marco Malvaldi)
- Come imparare una cosa al giorno e non invecchiare mai (2014)
- Comunicare la matematica (2015)
- Come fermare il tempo e riempirlo di buone idee (2016)